# Bad Oeynhausen

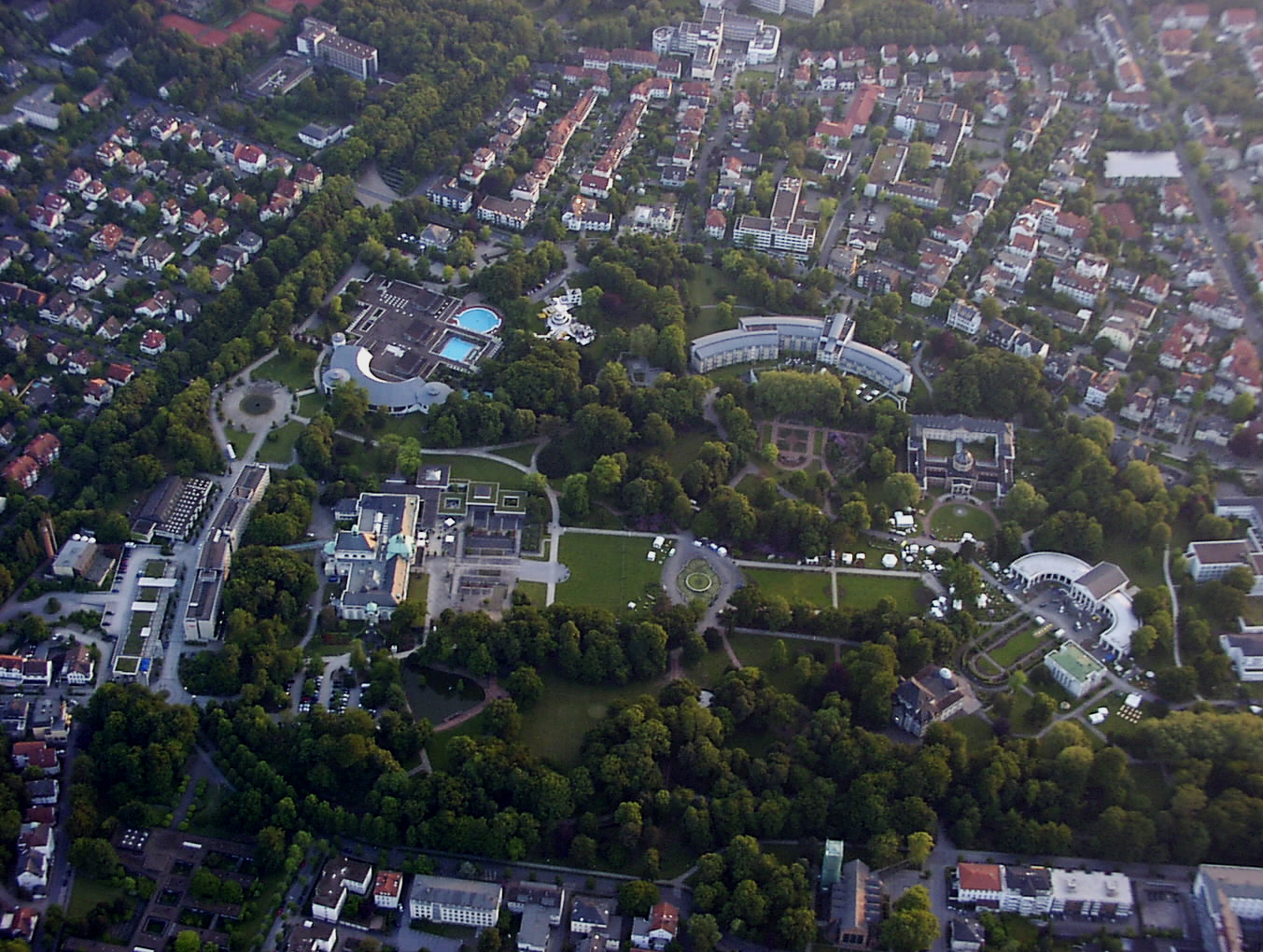
Bad Oeynhausen

Bad Oeynhausen és una ciutat balneari dins el districte Minden-Lübbecke de Rin del Nord-Westfàlia, Alemanya. Té 48.666 habitants (2010).

## Geografia
Bad Oeynhausen és a la riba del riu Weser. S'hi troba el brollador d'aigua salada amb més gas carbònic del món, es diu Jordan Sprudel (o la Jordansprudel). En dies en calma el brollador emergeix fins a 40 metres d'alt. Es creu que aquesta aigua té propietats medicinals.

## Història
A la vila de Bergkirchen, que pertany a Bad Oeynhausen, hi va haver un santuari en època precristiana. L'any 753 Pipí el Breu, s'aturà a un lloc que en deien Rimiae i, per tant, Rehme s'accepta que és la part més antiga de la població.
A partir de l'arribada del ferrocarril, el 1849, es va iniciar l'activitat dels balnearis de la zona. Després de la Segona Guerra Mundial aquesta ciutat va ser la seu de la zona d'ocupació britànica d'Alemanya i era el quarter general de l'Exèrcit Britànic al Rin. La ciutat va tornar a ser controlada localment el 1954.